# Ділянка лісу (урочище, кв. 57, діл. 2)
Ділянка лісу — заповідне урочище в Україні. Об'єкт Природно-заповідного фонду Сумської області.
Розташований в межах Свеської селищної ради Ямпільського району, на північ від смт Свеса. 
Площа урочища - 5,3 га. Статус надано  28.07.1970 року. Перебуває у віданні ДП «Свеський лісгосп» (Свеське лісництво, кв. 57, діл. 2).
Статус надано для збереження в природному стані високобонітетного сосново-ялинового лісового насадження віком більше 100 років, створеного Православним Хрестовоздвиженським Трудовим Братством М.М. Неплюєва. В урочищі трапляються типові та рідкісні види рослин, а також види тварин, занесені до Червоної книги України (заєць білий, горностай).